# Max Payne – Egyszemélyes háború
A Max Payne – Egyszemélyes háború (eredeti cím: Max Payne) 2008-ban bemutatott amerikai akciófilm, amely az azonos című videójáték alapján készült. Rendezője John Moore, forgatókönyvírója Beau Thorne. A főbb szerepekben Mark Wahlberg, Mila Kunis és Beau Bridges látható.
Az Amerikai Egyesült Államokban 2008. október 13-án mutatták be, Magyarországon október 30-án, az InterCom Zrt. forgalmazásában.

## Rövid történet
Max Payne egykori rendőr, de elvesztette állását, miután egy drogos kiirtotta a családját. Max célja, hogy felderítse a drog forrását.

## Szereplők
| Szerep       | Színész         | Magyar hang         |
| ------------ | --------------- | ------------------- |
| Max Payne    | Mark Wahlberg   | Miller Zoltán       |
| Mona Sax     | Mila Kunis      | Kéri Kitty          |
| BB Hensley   | Beau Bridges    | Papp János          |
| Jim Bravura  | Ludacris        | Király Attila       |
| Jason Colvin | Chris O’Donnell | Czvetkó Sándor      |
| Alex Balder  | Donal Logue     | Szabó Győző         |
| Jack Lupino  | Amaury Nolasco  | Barabás Kiss Zoltán |
| Natasha      | Olga Kurylenko  | Pikali Gerda        |

## Médiamegjelenés
2009. január 20-án jelent meg DVD-n és Blu ray-en az Egyesült Államokban. Magyarországon a DVD-megjelenés 2009. március 26-ára, a Blu ray-megjelenés 2009. május 15-ére esett.